# 番長学園!!RPG
番長学園!!RPG （ばんちょうがくえんRPG）は学園物テーブルトークRPGである。
作者は寺田とものり。1997年7月にホビージャパンから出版された。
熱血プレイ・アクションプレイを楽しむのに適した、シンプルなルールと独特の世界観が特徴である。

## 世界観の概要
このゲームでは、番長とは常人をはるかに凌駕する力や特殊能力を持つ高校生のことをいう（それに対し、普通の高校生を一般生徒という）。番長の中にはその力で一般生徒を支配しようとするものが現れた。
それは実現され、豪厳帝国(ごうがんていこく)という組織が日本中の高校を支配するようになった。そして、豪厳帝国から一般生徒を守るために彼らを受け入れる高校が誕生した。これが国立番長学園高等学校、通称番長学園である。この高校では、正義の心を持つ番長たちによって一般生徒が守られている。

## ルールの概要
プレイヤーズ・キャラクター(PC)は番長学園に在籍する番長生徒となる。
番長のキャラクターには、2種類のキャラクタータイプがある。ひとつは(狭い意味での)番長といい、戦闘の得意ないわば主人公タイプのキャラクターである。もうひとつはヒロインといい、番長をサポートするタイプのキャラクタである。「ヒロイン」といっても女性である必要はない。
PCはプレイによって番長力を得ることができる。手に入れた番長力を消費することによって、行動や戦闘における判定を有利にしたり、必殺技を使用できるようになる。
番長力を得る方法はいくつかあるが、もっとも多いのは、「魅せる」プレイを演じることで、ゲームマスターからもらうことである。すなわち、格好いいあるいは面白いせりふや行動をとるといった熱いプレイをすることが、ゲーム的にも有利になるようになっている。
また、それ以外のルール（行動判定や戦闘など）は極めて簡素なルールとなっている。

## 作品一覧
- 『番長学園!! RPG』 (ホビージャパン)
基本ルールブック。
- 『番長学園!! キャラクタファイル』 (ホビージャパン)
メインキャラクタのプロフィール、背景世界、番長学園!!SPG、読者参加型ゲーム『番長ファイト!!』など。
- 『番長学園!! 大吟醸』 (ブッキング)
ルールブックの復刻版。背景世界やリプレイが大幅加筆されている。
- 『新訳・番長ファイト!』 (ブッキング)
『番長学園!! キャラクタファイル』の復刻版。『番長ファイト!!』のストーリー部分の再編集。